# Electronic Entertainment Expo

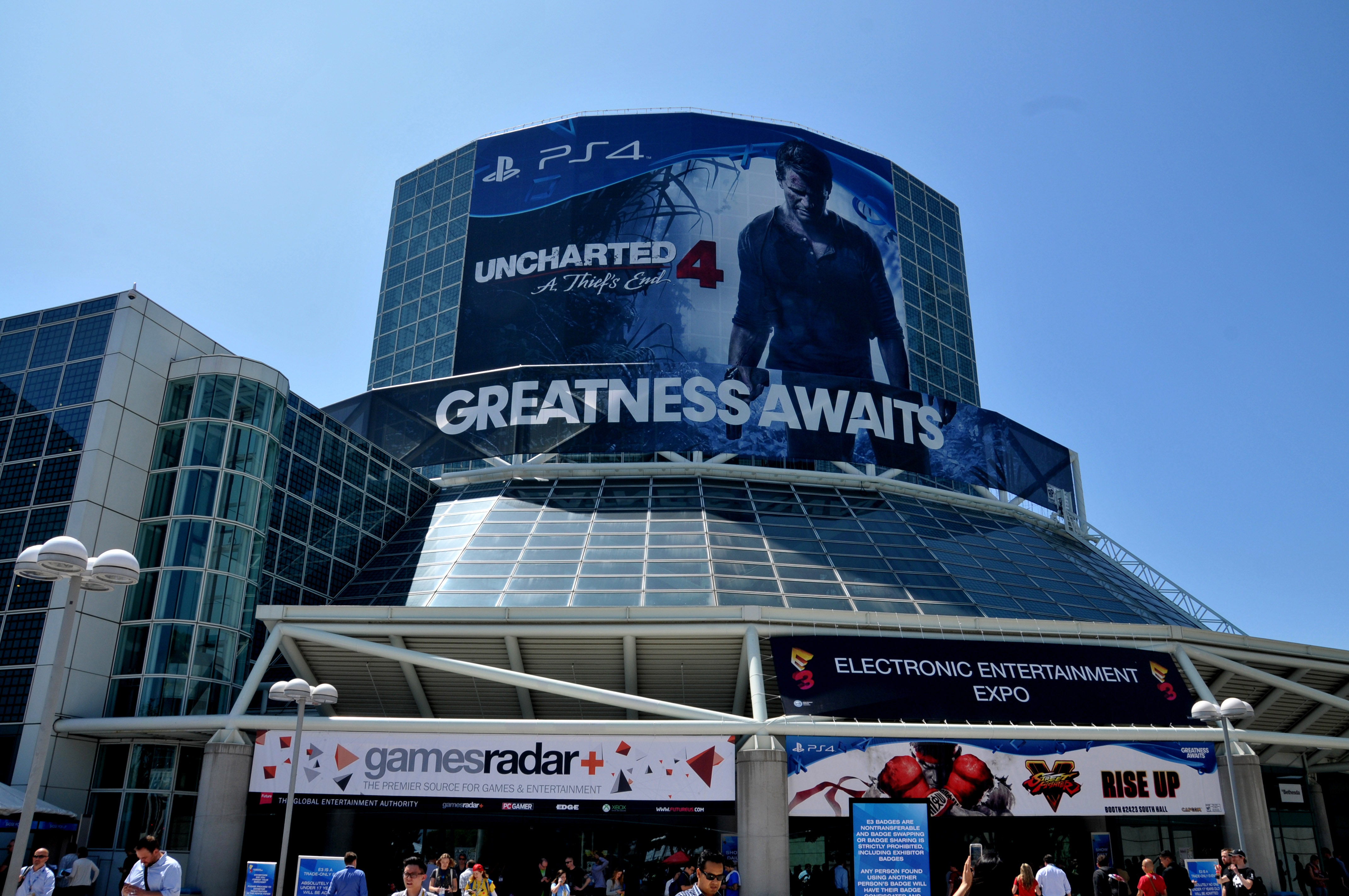
E3 2015

La Electronic Entertainment Expo, comunament anomenat E3, va ser un esdeveniment comercial principal per a la indústria dels videojocs actiu entre 1995 i 2021. Presentat per l'associació Entertainment Software Association (en) (ESA), era utilitzat per molts desenvolupadors, publicadors i fabricants de maquinari i accessoris per introduir i anunciar els propers jocs i mercaderies relacionades amb el joc als minoristes i als membres de la premsa.
L'esdeveniment de l'E3 incloïa formalment un pis d'exposició per a desenvolupadors, editors i fabricants per mostrar títols i productes que es vendran durant el proper any. A pocs dies de l'esdeveniment, els editors de jocs i fabricants de maquinari més grans duia a terme una conferència de premsa d'una hora per esbossar les seves ofertes que estarien en exhibició i que anunciarien nous jocs i productes. L'E3 és considerada la major exposició de videojocs de l'any a Amèrica del Nord.
L'E3 va ser anteriorment un esdeveniment només per a la indústria; els individus que volien assistir van ser requerits per l'ESA per verificar una connexió professional a la indústria del videojoc. Amb l'auge del flux de dades multimèdia, es van començar a transmetre unes conferències de premsa al públic per augmentar la seva visibilitat. El 2017, l'E3 es va obrir al públic per primera vegada, i va publicar 15.000 passis per a aquells que hi volguessin assistir.
L'E3 solia celebrar-se a final de maig o principi de juny al centre d'exposicions Los Angeles Convention Center (LACC) a Los Angeles; el darrer esdeveniment es va celebrar del 12 al 15 de juny de 2021, fins que se'n va anunciar la cancel·lació total el desembre de 2023.

## Història
Abans de l'E3, els editors de videojocs anaven a altres fires per mostrar productes nous. Aquests inclouen el Consumer Electronics Show (CES) i la European Computer Trade Show. A mesura que la indústria dels videojocs va créixer ràpidament des de 1990, els professionals de la indústria van considerar que havia superat les fires comercials més antigues. D'acord amb Tom Kalinske, CEO de Sega America, «els organitzadors del CES solien posar la indústria dels videojocs a la part posterior. El 1991 ens van posar en una tenda de campanya, i havíeu de passar tots els proveïdors de porno per trobar-nos. Aquest any en particular va plujar, i la pluja va sortir bé sobre el nou sistema Genesis. Hem vaig sentir furiós amb la forma en què CES va tractar la indústria dels videojocs, i vaig sentir que era una indústria més important del que ens donaven crèdit.» Sega no va tornar al CES l'any següent, i diverses empreses també van abandonar els altres espectacles del CES.
Per separat, el 1994, la indústria dels videojocs havia format l'Interactive Digital Software Association (IDSA, després esdevingut la Entertainment Software Association, ESA, el 2003) en resposta a l'atenció que la indústria havia derivat al congrés dels Estats Units per la manca d'un sistema de classificació a final de 1993. L'IDSA es va formar per unificar la indústria dels videojocs i establir una comissió, la Entertainment Software Ratings Board (ESRB) per crear un sistema de qualificació estàndard voluntari aprovat pel Congrés.
La indústria va reconèixer que necessitava algun tipus de saló comercial per als minoristes. Segons Eliot Minsker, president i director general de Publicacions de la Indústria del Coneixement (que va produir i va promocionar el programa amb Infotainment World), «Els minoristes han assenyalat la necessitat d'un esdeveniment interpretatiu que els ajudarà a prendre decisions de compra més intel·ligents mitjançant la interacció amb una àmplia gamma d'editors, venedors, influents de la indústria i líders d'opinió en un enfocament específic.» Es van fer intents entre les companyies de videojocs i el Consumer Electronics Association (CEA) que va córrer CES, per millorar la manera de tractar els videojocs al CES, però aquestes negociacions no van produir cap resultat. Pat Ferrell, creador de GamePro que era propietat de International Data Group (IDG), va concebre la idea per iniciar una fira comercial dedicada als videojocs, en inspirar-se de l'experiència establerta per IDG a la convenció de Macworld. Ferrell es va posar en contacte amb l'IDSA que va veure l'atractiu d'utilitzar la seva posició en la indústria per crear una fira específica de videojocs, i va acceptar participar en la co-fundació de la Electronic Entertainment Expo amb IDG. Tot i que diverses empreses van acordar presentar-se en aquest esdeveniment de l'E3, Ferrell va descobrir que CEA tenia a les companyies de videojocs de concursos un espai dedicat en el pròxim CES, que haurien entrat en conflicte amb l'esdeveniment E3 previst, que exigia que les empreses triïn una o altra. La majoria dels membres de IDSA van donar suport a E3, mentre que Nintendo i Microsoft seguien recolzant l'enfocament del CES. Després d'uns tres o quatre mesos, el director general de CEA va dir a Ferrell Gary Shapiro que «va guanyar» i va cancel·lar l'esdeveniment del videojocs del CES, convertint l'E3 en la principal fira comercial de la indústria del videojoc.

### 1995–2006
El primer esdeveniment es va celebrar de l'11 al 13 de maig de 1995 a Los Angeles Convention Center, que en general seria la ubicació de la convenció en els propers anys. Els organitzadors no estaven segurs de l'èxit d'això, però al final de la convenció, havien reservat la major part de l'espai al Centre de Convencions i van assistir més de 40.000 assistents. Després del seu primer any, l'E3 ja era considerat com el gran esdeveniment de la indústria del videojoc. L'IDSA es va adonar de la força de la fira de debut i posteriorment va renegociar amb IDG per permetre que l'IDSA prengués la propietat total de l'espectacle i la propietat intel·lectual associada amb el nom, mentre que la contractació d'IDG per ajudar a executar l'esdeveniment. L'espectacle es va mantenir el maig de l'any natural fins al 2006.
A causa de fracassades negociacions per a l'espai de convencions a Los Angeles, es van celebrar les convencions de l'E3 de 1997 i 1998 al Georgia World Congress Center a Atlanta, Geòrgia.
L'espectacle va tornar a Los Angeles Convention Center el 1999 i va continuar creixent en l'assistència, que va des de 60.000 fins a 70.000 assistents.

### 2007 i 2008
Després de la convenció de 2006, l'IDGA —ara ESA— va trobar que molts expositors estaven preocupats pels alts costos de presentar-se a l'esdeveniment, passant entre els $5 i $10 milions per als seus estands. També havien descobert que una proporció més gran d'assistents eren bloguers i assistents que no eren professionals de la indústria per part de proveïdors, aconseguint l'accés a la conferència. Aquests assistents addicionals van diluir la capacitat dels venedors d'arribar al públic objectiu, els minoristes i els periodistes. Ambdues raons havien causat anteriorment a la fira comercial COMDEX per tancar. Diversos grans proveïdors van dir a l'ESA que anaven a sortir del pròxim E3, que hauria tingut un efecte domino en altres proveïdors.
Per evitar-ho, l'ESA va anunciar el juliol de 2006 que l'E3 quedaria reduït i reestructurat a causa de la gran demanda dels expositors i limitaria els assistents als sectors mediàtics i minoristes. Per a 2007 i 2008, l'E3 va ser canviat de nom a la E3 Media and Business Summit, i es va traslladar al marc de juliol, aproximadament dos mesos després de l'any que en els espectacles anteriors. L'espectacle de 2007 es va celebrar a Barker Hangar a l'Aeroport de Santa Mònica i altres hotels propers a Santa Monica, Califòrnia, amb assistència limitada a uns 10.000. L'esdeveniment del 2008 va tornar a Los Angeles Convention Center, però també va tenir una assistència limitada a uns 5.000.
L'ESA va ser durament criticada per aquests petits esdeveniments. L'analista de la indústria Michael Pachter va dir que, com que els consumidors havien estat eliminats d'assistir als esdeveniments, hi havia poca cobertura mediàtica externa d'aquests E3, reduint les visibilitats i oportunitats de comercialització per als editors, i va postular que sense un canvi, l'E3 s'extingiria. Pachter també va trobar que els minoristes estaven menys interessats en E3 a causa de la data del calendari posterior.

### 2009 endavant
En resposta a les reclamacions dels dos anys anteriors, l'ESA va anunciar que l'E3 del 2009 seria més oberta, però l'assistència es mantindria a uns 45.000 i es tancaria al públic, per aconseguir un equilibri entre els dos extrems. Tots els E3 subsegüents han tingut lloc al juny de l'any natural a Los Angeles Convention Center.
A partir de 2013, algunes de les principals companyies de videojocs, especialment Nintendo i Electronic Arts, han optat per no aparèixer a l'E3. En el cas de Nintendo, van perdre una gran presentació i, en canvi, han usat pre-enregistrats de Nintendo Direct i esdeveniments de video en viu durant la setmana de l'E3 des de 2013 per mostrar els seus nous productes, tot i que encara funcionen les cabines del pis per a les demostracions pràctiques. Electronic Arts des de l'any 2016 ha creat un esdeveniment separat d'EA Play en una localitat propera per anunciar i exhibir els seus títols, citant el moviment a conseqüència de la manca d'accés públic al programa principal de l'E3. Altres venedors, com Microsoft i Sony han utilitzat esdeveniments pre-E3 per mostrar el maquinari que revela, deixant l'esdeveniment E3 per cobrir nous jocs per a aquests sistemes.
Des de 2015, l'ESA havia buscat maneres d'acostar els membres públics a l'esdeveniment, ja que la indústria ha vist una major publicitat dels seus jocs a través del boca a boca dels jugadors mitjans. L'any 2015 es van distribuir 5000 entrades als venedors per poder assistir a l'esdeveniment. L'E3 2016 comptava amb una versió independent però gratuïta "E3 Live" esdeveniment a prop L.A. Live espai que era per ajudar a proporcionar una versió a petita escala de l'experiència E3. Tot i que va atraure a unes 20.000 persones, es va trobar que era poc aclaparador. El 2017, l'ESA va reservar 15.000 bitllets a la convenció perquè els ciutadans poguessin comprar; tots es venien, donant lloc a més de 68.000 assistents durant l'E3 2017, la qual cosa va conduir a importants problemes d'amuntegament i gestió del sòl.
Mentre l'ESA té l'espai del Centre de Convencions reservat fins al 2019, el conseller delegat de l'ESA, Mike Gallagher, va dir, després de l'esdeveniment del 2017, que podria considerar altres opcions per manca de modernització i actualitzacions que el centre ha hagut de fer que l'espai sigui més apropiat per a la seva necessitats. Gallagher va dir que l'ESA està treballant amb la Ciutat i Anschutz Entertainment Group (AEG) que posseeix Los Angeles Convention Center i l'espai al voltant d'ell, amb plans per tenir gairebé 500,000 peus quadrats (46,000 m2) d'espai addicional d'exposició per a l'any 2020, però ho jutjaran en el proper espectacle 2018.
L'ESA va donar a conèixer el nou logotip per E3, substituint-lo per l'anterior utilitzant lletres de bloc tridimensionals amb un gràfic estilitzat i plaer, a l'octubre de 2017.
Després de la cancel·lació de l'E3 el 2022 i el 2023, el desembre de 2023, l'ESA va declarar que l'esdeveniment ja no se celebraria.

## Format
En la seva forma actual, l'exposició presenta principalment presentacions de grans editors de programari i maquinari, incloent-hi tradicionalment Microsoft, Sony, Activision, Ubisoft, Nintendo, i altres. Aquestes presentacions, que sovint tenen una durada d'una hora o més, es presenten a l'auditori principal del centre de convencions, o en altres grans espais propers, i permeten a les empreses presentar els propers productes per a l'any en curs. Això sovint inclou revelacions de nous productes de maquinari i programari.
Després d'aquestes presentacions, es van obrir les sales d'exposicions de l'espectacle, que permetien als assistents parlar amb diverses representacions empresarials per obtenir més informació sobre els títols i els productes que s'ofereixen. Aquí, molts desenvolupadors i editors més petits tenen cabines per als seus productes, incloses les estacions de demostració per als assistents per provar els jocs.

## Presència en línea
A més de l'esdeveniment, E3 ha donat suport (o està associat a) diversos llocs web. Un és Twitch, introduït el 2011, és una plataforma que ofereix un servei de streaming de vídeo en viu on el lloc principalment s'enfoca als videojocs.

## Tòquio '96
El 1996, l'IDG i l'IDSA van provar una versió japonesa de l'E3, en preparació per a una sèrie mundial d'esdeveniments, al Makuhari Messe a Tòquio (com E3 Tokyo '96) en associació amb TV Asahi. Encara que Sony Computer Entertainment va ser el patrocinador original de l'espectacle, la companyia va retirar el seu suport a favor de la seva PlayStation Expo. Sega va sortir a l'últim moment, sortint Nintendo sent l'única empresa de tres grans a aparèixer. Celebrat de l'1 al 4 de novembre de 1996, la presència d'altres exposicions de jocs i la manca de suport dels fabricants de jocs japonesos va fer que la participació aparegués com "pobres" i els esdeveniments de E3 que es 
rumorejaven a Singapur i Canadà no es van produir.

## Historial d'esdeveniments
| Nom de l'event                  | Dates               | Localització                                           | Assistència | Principals presentadors                                                                              | Notes |
| ------------------------------- | ------------------- | ------------------------------------------------------ | ----------- | --- | --- |
| E3 1995                         | Maig 11–13, 1995    | Los Angeles Convention Center, Los Angeles, Califòrnia | 40.000      | Nintendo, Sega, Sony                                                                                 | Esdeveniment de presentació |
| E3 1996                         | Maig 16–18, 1996    | Los Angeles Convention Center, Los Angeles, Califòrnia | 57.795      | Nintendo, Sega, Scavenger, Inc., Sony                                                                | |
| E3 1997                         | Juny 19–21, 1997    | Georgia World Congress Center, Atlanta, Geòrgia        |             | Nintendo, Sega, Sony                                                                                 | Es va traslladar a Atlanta a causa de la impossibilitat d'assegurar-se a LA Convention Center                                                          |
| E3 1998                         | Maig 28–30, 1998    | Georgia World Congress Center, Atlanta, Geòrgia        |             | Nintendo, Sega, Sony                                                                                 | |
| E3 1999                         | Maig 13–15, 1999    | Los Angeles Convention Center, Los Angeles, Califòrnia |             | Nintendo, Sega, Sony                                                                                 | |
| E3 2000                         | Maig 11–13, 2000    | Los Angeles Convention Center, Los Angeles, Califòrnia |             | Microsoft, Nintendo, Sega, Sony                                                                      | |
| E3 2001                         | Maig 17–19, 2001    | Los Angeles Convention Center, Los Angeles, Califòrnia |             | Microsoft, Nintendo, Sega, Sony                                                                      | |
| E3 2002                         | Maig 22–24, 2002    | Los Angeles Convention Center, Los Angeles, Califòrnia |             | Microsoft, Nintendo, Sony                                                                            | |
| E3 2003                         | Maig 14–16, 2003    | Los Angeles Convention Center, Los Angeles, Califòrnia |             | Microsoft, Nintendo, Sony                                                                            | |
| E3 2004                         | Maig 11–13, 2004    | Los Angeles Convention Center, Los Angeles, Califòrnia |             | Microsoft, Nintendo, Sony                                                                            | |
| E3 2005                         | Maig 18–20, 2005    | Los Angeles Convention Center, Los Angeles, Califòrnia |             | Microsoft, Nintendo, Sony                                                                            | |
| E3 2006                         | Maig 10–12, 2006    | Los Angeles Convention Center, Los Angeles, Califòrnia |             | Microsoft, Nintendo, Sony                                                                            | |
| E3 Media & Business Summit 2007 | Juliol 11,–13, 2007 | Santa Monica Airport, Santa Monica, Califòrnia         | 10.000      | Microsoft, Nintendo, Sony                                                                            | |
| E3 Media & Business Summit 2008 | Juliol 15,–17, 2008 | Los Angeles Convention Center, Los Angeles, Califòrnia | 10.000      | Microsoft, Nintendo, Sony                                                                            | |
| E3 2009                         | Juny 2–4, 2009      | Los Angeles Convention Center, Los Angeles, Califòrnia | 41.000      | Microsoft, Nintendo, Sony                                                                            | |
| E3 2010                         | Juny 14–17, 2010    | Los Angeles Convention Center, Los Angeles, Califòrnia | 45.600      | Electronic Arts, Konami, Microsoft, Nintendo, Sony, Ubisoft                                          | |
| E3 2011                         | Juny 7–9, 2011      | Los Angeles Convention Center, Los Angeles, Califòrnia | 46.800      | Electronic Arts, Konami, Microsoft, Nintendo, Sony, Ubisoft                                          | |
| E3 2012                         | Juny 5–7, 2012      | Los Angeles Convention Center, Los Angeles, Califòrnia | 45.700      | Electronic Arts, Konami, Microsoft, Nintendo, Sony, Ubisoft                                          | |
| E3 2013                         | Juny 11–13, 2013    | Los Angeles Convention Center, Los Angeles, Califòrnia | 48.200      | Electronic Arts, Konami, Microsoft, Nintendo, Sony, Ubisoft                                          | Nintendo va començar la seva tradició d'utilitzar esdeveniments de vídeo pre-enregistrats en lloc d'una conferència de premsa d'aquest espectacle.     |
| E3 2014                         | Juny 10–12, 2014    | Los Angeles Convention Center, Los Angeles, Califòrnia | 48.900      | Electronic Arts, Microsoft, Nintendo, Sony, Ubisoft                                                  | |
| E3 2015                         | Juny 16–18, 2015    | Los Angeles Convention Center, Los Angeles, Califòrnia | 52.200      | Bethesda Softworks, Electronic Arts, Microsoft, Nintendo, Oculus VR, Sony, Square Enix, Ubisoft      | Introducció del "PC Gaming Show", que inclou jocs per a ordinadors personals en una àmplia gamma de desenvolupadors i editors.                         |
| E3 2016                         | Juny 14–16, 2016    | Los Angeles Convention Center, Los Angeles, Califòrnia | 50.300      | Bethesda Softworks, Electronic Arts, Kadokawa Games, Microsoft, Nintendo, Sony, Square Enix, Ubisoft | A partir d'aquest any, Electronic Arts no va presentar en el centre de convencions sinó en un esdeveniment separat "EA Play" abans de l'inici de l'E3. |
| E3 2017                         | Juny 13–15, 2017    | Los Angeles Convention Center, Los Angeles, Califòrnia | 68.400      | Bethesda Softworks, Electronic Arts, Intel, Microsoft, Nintendo, Sony, Ubisoft                       | Primer saló obert al públic, amb 15.000 publicacions venudes                                                                                           |
| E3 2018                         | Juny 12–14, 2018    | Los Angeles Convention Center, Los Angeles, Califòrnia |             | Bethesda Softworks, Electronic Arts, Microsoft, Nintendo, Square Enix, Sony, Ubisoft                 | |
| E3 2019                         | Juny 11–13, 2019    |                                                        |             | | |
| E3 2021                         | Juny 15–17, 2021    |                                                        |             | | |
| E3 2022                         |                     |                                                        |             | | |
| E3 2023                         | Cancel·lat          |                                                        |             | | |